# Zzyzx Rd.
"Zzyzx Rd." é uma canção escrita e gravada pela banda Stone Sour. É o quinto single do segundo álbum de estúdio lançado a 31 de Julho de 2006, Come What(ever) May.
A estrada mencionada no título é uma estrada de 7,2 km de comprimento e em parte pavimentada no Deserto de Mojave, que leva da Interstate 15 à localidade de Zzyzx, Califórnia, aproximadamente 169 km a sudoeste de Las Vegas, Nevada.

## Músicos
- Corey Taylor – vocais, violão, produção
- James Root – Guitarra, produção
- Josh Rand – Guitarra ritmica, produção
- Shawn Economaki – Baixo-elétrico, produção
- Joel Ekman – Baterias, produção

Músicos adicionais
- Rami Jaffee – piano

## Paradas
| Ano  | Parada                     | Posição |
| ---- | -------------------------- | ------- |
| 2007 | Hot Mainstream Rock Tracks | 29      |